# 莫斯科尼將軍鎮 (福爾摩沙省)
莫斯科尼將軍鎮（西班牙語：El Chorro），是阿根廷的城鎮，位於該國東北部福爾摩沙省，是莫斯科尼將軍鎮的首府，始建於1901年，該城鎮海拔高度215米，2001年人口1,279。